# Periostmassage
Die Periostmassage (PM, auch Periostbehandlung) ist eine Form der Massage bzw. der Manualtherapie.  Sie wurde von Paul Vogler entwickelt.

## Geschichte
Die Periostmassage wurde von Paul Vogler entwickelt und erstmals 1931 an der Berliner Akademie für ärztliche Fortbildung vorgestellt.
Ihre wissenschaftliche Erforschung wurde in der Habilitationsschrift von Herbert Krauß (1949) dargestellt und von Jürgen Rohde fortgeführt (2009, 2010). Weiterentwicklungen fanden durch Reinhard Dittel („Knochentechnik“) und durch Liebscher/Bracht („Osteopressur“) statt.
Ähnliche Methoden sind die Bindegewebsmassage nach Teirich-Leube, die Segmentmassage nach Gläser/Delicho sowie die Querfriktionen nach Cyriax.

## Anwendung und Wirkungsweise
Die Periostbehandlung ist eine punktförmig angesetzte und rhythmisch durchgeführte „Druckmassage“, die an dafür geeigneten Knochenflächen vorgenommen wird. Die Behandlung wird mit der Fingerbeere oder dem Knöchel eines Fingers durchgeführt.
Neben lokalen Wirkungen (Periost, Knochen und Gelenk) werden reflektorische Effekte anhand der entsprechenden Körpersegmente angenommen.

## Indikationen und Kontraindikationen
Die primäre Indikation für die Anwendung der Periostmassage stellt die lokale schmerzstillende Wirkung dar, beispielsweise bei einem Fersensporn oder bei einem Knick-Senk-Plattfuß. Es liegen auch Erfahrungsberichte für die Therapie bei CRPS (Morbus Sudeck) vor. Des Weiteren wurde die Anwendung bei internistischen Erkrankungen, wie z. B. Magenulkus, Angina pectoris oder Gallenwegskolik, beschrieben. Dies wird mit reflektorischen Effekten anhand der entsprechenden Körpersegmente erklärt, welches zu einer Veränderung der Trophik des jeweiligen Organs führen soll.
Außerdem wurde die Methode bei persistierenden Beschwerden nach einer Lungen- oder einer Rippenfellentzündung angewendet. Auch für die Behandlung neuralgischer Beschwerden kann die Periostmassage Verwendung finden, allerdings darf sie nicht an Nervenaustrittsstellen angewendet werden. Weitere Beispiele stellen chronische Kopfschmerzen, Migräne oder Schwindel dar.
Bei akuten rheumatischen Erkrankungen („Schub“) ist die Methode kontraindiziert. Weitere Kontraindikationen stellen akute Frakturen, Knochentumore, Knochentuberkulose, Osteoporose und Osteomalazie dar.

## Verordnung
Periostmassage kann durch Ärzte gemäß KBV sowie GOÄ erbracht und abgerechnet werden.
Periostmassage ist Teil der Ausbildung zum Physiotherapeuten und kann entsprechend verordnet und abgerechnet werden.

### Monographien
- Herbert Krauß: Manuelle Periostbehandlung – Eine Methode zur Gewebetherapie des Knochens und zur reflektorischen Beeinflussung innerer Organe. Habilitation, Berlin 1949.
- Herbert Krauß, Paul Vogler: Periostbehandlung. Thieme, Leipzig 1953.
- Gertraute Merges: Die reflektorische Beeinflussung des Gesamtblutdruckes durch die Periostbehandlung. Dissertation, Berlin 1956.
- Paul Vogler: Physiotherapie: Klinisches Lehrbuch für Studenten, Ärzte, Krankengymnasten u. Masseure. Thieme, Stuttgart 1964.
- Herbert Krauß: Periostbehandlung/Kolonbehandlung. Zwei reflextherapeutische Methoden (nach Vogler). Thieme, Leipzig 1986.
- Reinhard Dittel: Periostbehandlung. In: Reinhard Dittel: Schmerzphysiotherapie. Lehr- und Handbuch des Neuromedizin-Konzepts. Gustav Fischer, Stuttgart / Jena / New York 1992, ISBN 3-437-00638-X. S. 197–202.

### Zeitschriftenartikel
- Herbert Krauß: Die manuelle Periostbehandlung nach Vogler. In: Archiv für Physikalische Therapie, Leipzig 3 (1951) 6, S. 379–383.
- Paul Vogler: Die Periostbehandlung. In: Naturheilverfahren, Band II, Stuttgart 1954, S. 157–162.
- Herbert Krauß: Reflextherapie in der Physiotherapie. Zeitschrift Manuelle Medizin 4/1982.
- Jürgen Rohde: Untersuchung und Therapie am Periost. Manuelle Medizin Band 47, 2009. S. 334–342.
- Jürgen Rohde: Neue Untersuchungsmethoden der Tiefensensibilität am tastbaren Periost der Extremitäten bei Radikulärsyndromen. Manuelle Medizin Band 47, 2009. S. 442–448.
- Jürgen Rohde: Schmerztherapie über das Periost. Manuelle Medizin Band 48, 2010. S. 447–453.
- Magga Corts: Behandlungstechniken als Impuls zur Selbstheilung. Deutsche Heilpraktiker-Zeitschrift. Band 18, Nr. 02, 2023. S. 38–42.